# Petites Heures d'Anne de Bretagne
Les Petites Heures d'Anne de Bretagne ou Petites Heures de la reine Anne de Bretagne sont un livre d'heures manuscrit enluminé qui aurait appartenu à Anne de Bretagne. Il est conservé à la Bibliothèque nationale de France (NAL 3027).

## Historique

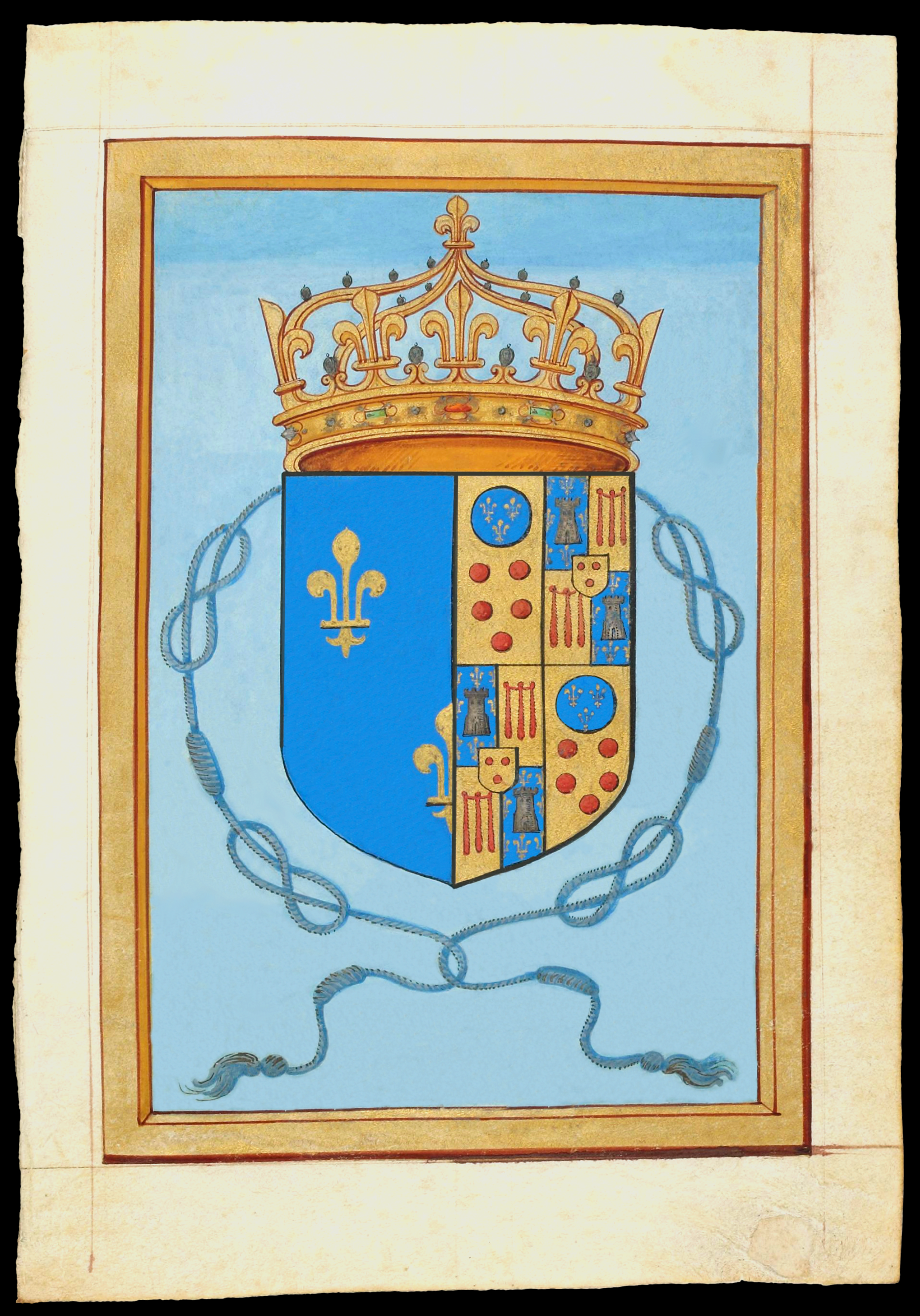
Armoiries de Catherine de Médicis, folio Br

L'attribution de la propriété de ce manuscrit à Anne de Bretagne remonte au catalogue de la vente du manuscrit en 1879. Plusieurs arguments portent en sa faveur. Sainte Anne apparait à plusieurs reprises dans l'ouvrage : dans le calendrier, en lettres rouges au 31 janvier et au 26 février en lettres d'or, dans les litanies et dans les suffrages (f.77v.), juste après un suffrage à saint Louis. Le monogramme Anne apparait à plusieurs reprises dans les marges, accompagné de l'hermine, symbole ducal. Le portrait présumé de Louis XII serait présent sous les traits de Gédéon (f.29), Banaïas (f.31v.) et saint Louis lui-même (f.77bis). Il a été avancé l'hypothèse que l'ouvrage a été un cadeau réalisé à la demande Georges d'Amboise, archevêque de Rouen à l'attention de la reine. Cela expliquerait l'usage des heures, qui est celui de Rouen, tout à fait inhabituel pour les rois et reines de France qui employaient toujours l'usage parisien pour leurs livres d'heures. Il aurait été offert vers 1503, en même temps que deux manuscrits des Triomphes de Pétrarque destinés à Louis XII, et dont l'un (BNF, Fr.594) a été peint par le même artiste qui doit son nom de convention de ce dernier ouvrage : le Maître des Triomphes de Pétrarque. 
Cette propriété de la reine Anne est cependant discutée, notamment par François Avril. En effet, le monogramme d'Anne se limite à l'imbrication de deux lettres, N et E, et ne se retrouve jamais tel quel dans les autres manuscrits ayant appartenu avec certitude à Anne. L'animal identifié à une hermine ressemble selon lui plutôt à une civette, au pelage brun tacheté. Les représentations supposées de Louis XII ressemblent assez peu aux portraits attestés du roi. Enfin, on ne retrouve pas dans ces petites heures les saints habituellement présents dans les autres livres d'heures de la reine.
Le livre a appartenu à Catherine de Médicis dont la devise est inscrite dans un double feuillet ajouté accompagnée de ses armes. Après avoir appartenu à la collection Norzy, il figure en 1879 dans le catalogue de la vente d'Ambroise Firmin Didot. Il entre à la Bibliothèque nationale par donation de la marquise Hélène de Toulongeon en 1935. Le plat supérieur de l'étui contient le titre Petites heures d'Anne de Bretagne, avec les sous-titre « données à la Bibliothèque nationale par Hélène des Vergers, marquise de Toulongeon, en souvenir de Madame des Vergers née Firmin-Didot, Gaston Noël des Vergers, Ambroise Firmin-Didot ».

## Description

### Texte
Écrit en latin sur parchemin, il est composé de 78 feuillets de  170 × 120 mm. Les feuillets comportent des bandes latérales enluminées, et douze grandes miniatures . 
Ces petites heures sont en tout point plus petites que les Grandes Heures d'Anne de Bretagne : en nombre de feuilles, en taille des feuillets, en richesse des enluminures. Elles suivent néanmoins la structure générale des livres d'heures. Les parties qui constituent le livre sont présentées dans l'ordre suivant :
- Fol. 1-6. Calendrier
- Fol. 7-9v; Leçons tirées des Évangiles
- Fol. 10 et 11v. Deux oraisons à Notre-Dame
- Fol 14-42v. Les Heures de Notre-Dame, précédées de ce titre, écrit en bleu au fon du fol. 13v: « Incipiunt Hore bate virginis Marie secundum usum Rothomagensem » (heures à l'usage de Rouen).
- Fol. 43. Morceau des Heures du Saint-Esprit. Au bas du fol. 43v, à la fin des Heures du Saint-Esprit, titre en bleu annonçant les psaumes de la pénitence, mais dont le commencement a disparu.
- Fol. 44. Psaumes pénitentiels.
- Fol. 49. Litanies, avec invocations propres à la liturgie de l’église de Rouen : « sancte Mellone, sancte Gildarde, sancte Romane, sancte Audoene, sancte Ansberte, sancte Severe, sancte Laude », etc.
- Fol. 52-67v. Office des morts. Le début manque par suite de la disparition du feuillet précédent.  Entre les feuillets 52 et 54 est intercalé la miniature représentant saint Louis servant les pauvres, au 53r, avec des prières au verso.
- Fol. 68-72. Suffrages aux saints avec les noms auxquels les suffrages se rapportent : saint Michel, Jean-Baptiste, Jean l'Évangéliste, Pierre et Paul, etc., Marie-Madeleine, Barbe. Il y a une lacune entre les deux derniers feuillets.

### Miniatures
Il n'y a que quatre des miniatures qui illustrent normalement la liturgie des Heures de la Vierge. Mais on trouve la représentation de scènes assez rares, comme la prophétie de la Sibylle, la prière de Gédéon, l'hommage de Banais et l'Ecce homo.
Les douze miniatures ont pour sujet :
1. (14r) L'Annonciation
2. (19v) La Prophétie de la Sibylle, touchant la Vierge mère
3. (25v) Moïse devant le buisson ardent
4. (26r) Nativité
5. (29r) Prière de Gédéon
6. (31v) Hommage rendu par Benaja à David
7. (32r) Adoration des mages
8. (35r) Descente du Saint-Esprit
9. (37v) Apôtres et disciples
10. (38r) Assomption de la Vierge
11. (40v) Ecce homo
12. (53r) Saint Louis servant les pauvres.

La juxtaposition de deux miniatures en pleine page rappelle les retables à deux volets ou diptyques. Ainsi, la double page (37v) (38r) montre, à gauche, les apôtres et d'autres disciples pâles et de blanc vêtus, réunis en adoration. Ils sont tournés vers la droite où apparaît la figure de Marie en gloire, auréolée d'une légion d'anges aux ailes vivement colorées  sur fond doré, au-dessus d'autres groupes d'anges, en grisaille sur fond bleu, encadrent Dieu le Père bénissant.
Toutes les miniatures sont peintes dans un cadre en trompe-l'œil formé de montants en apparence de bois doré contenant, dans des niches, des figures de genre varié. Parfois, le socle du cadre contient, apparemment gravé dans le bois, une légende.

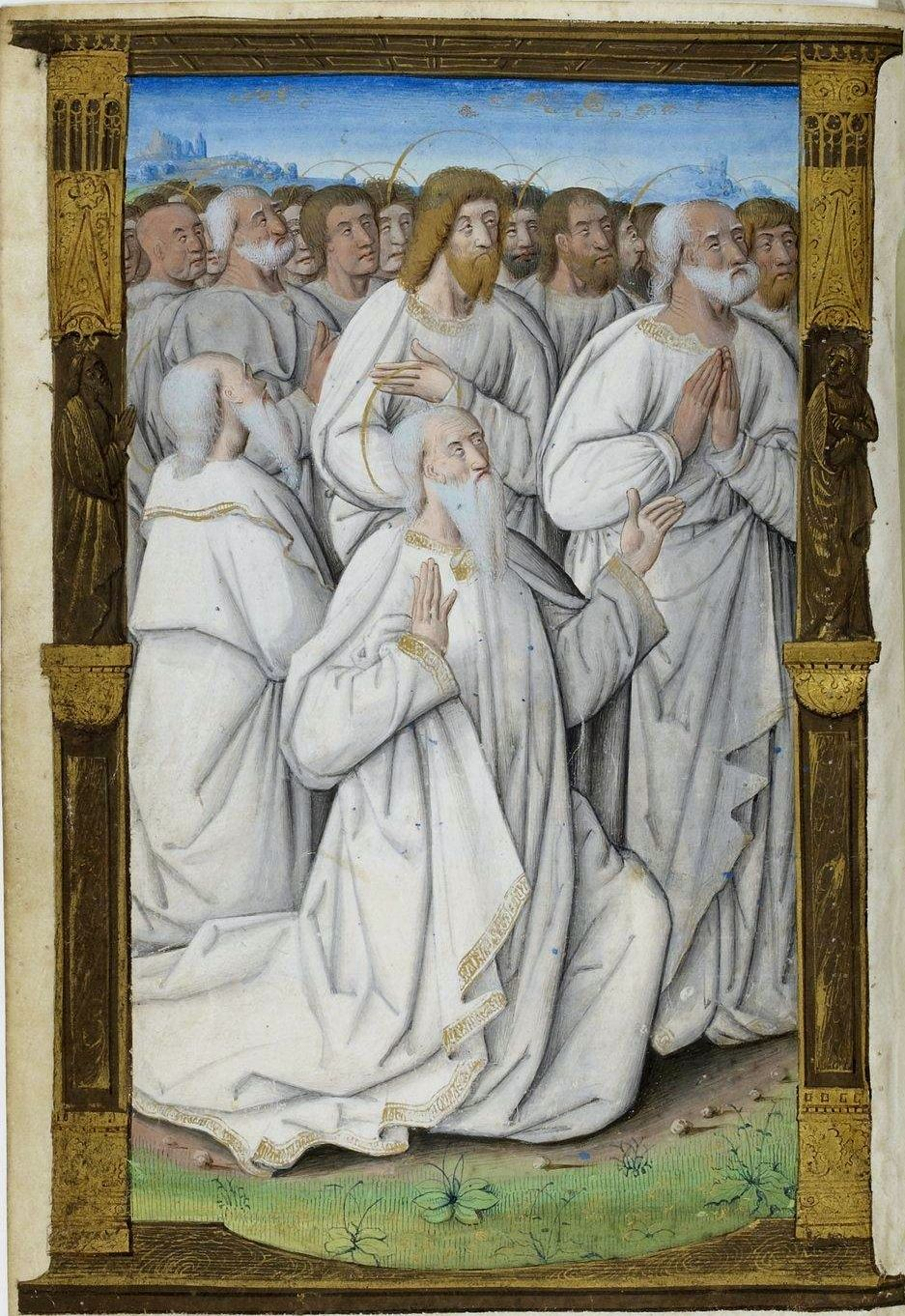
Apôtres et disciples
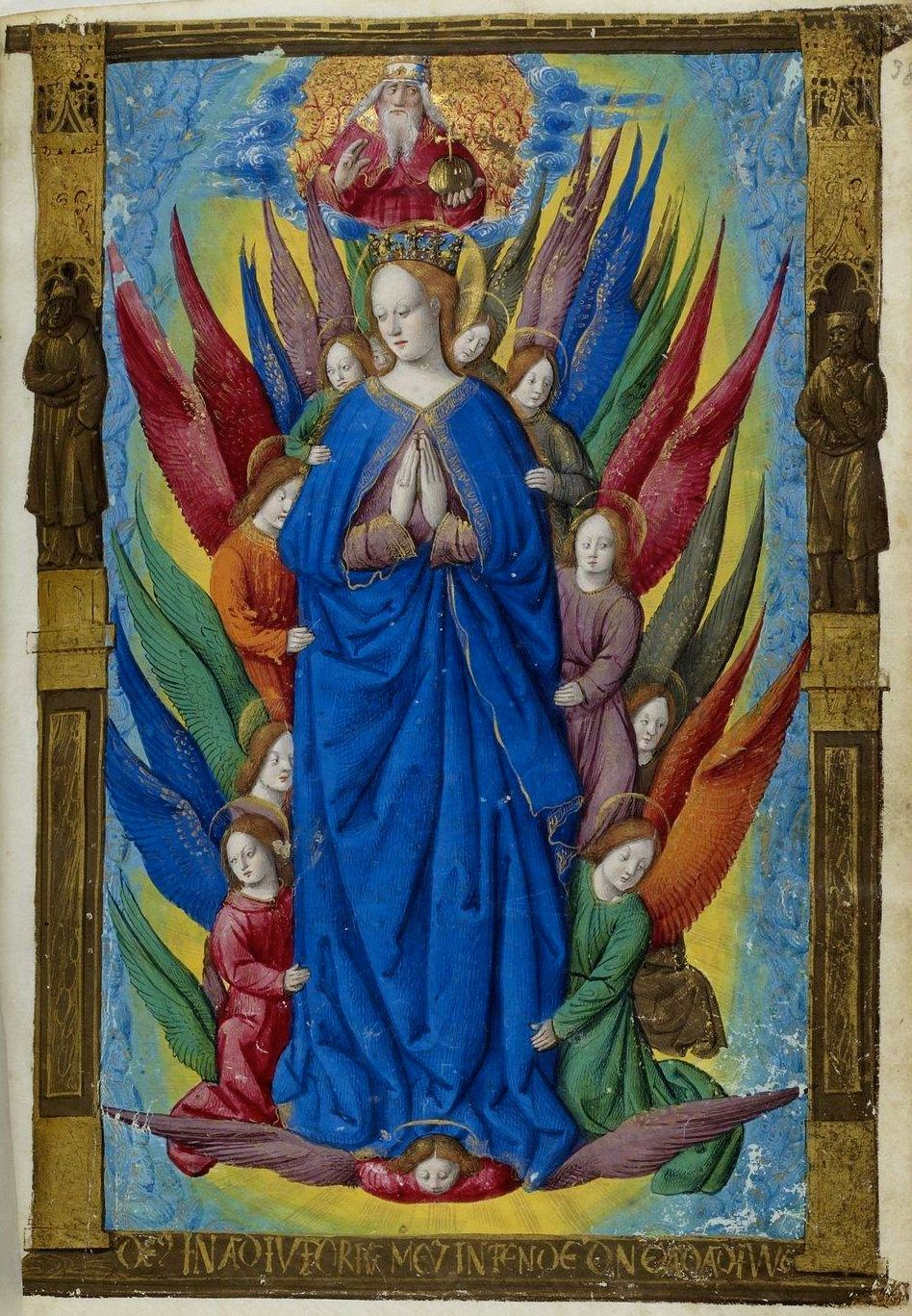
Assomption de la Vierge

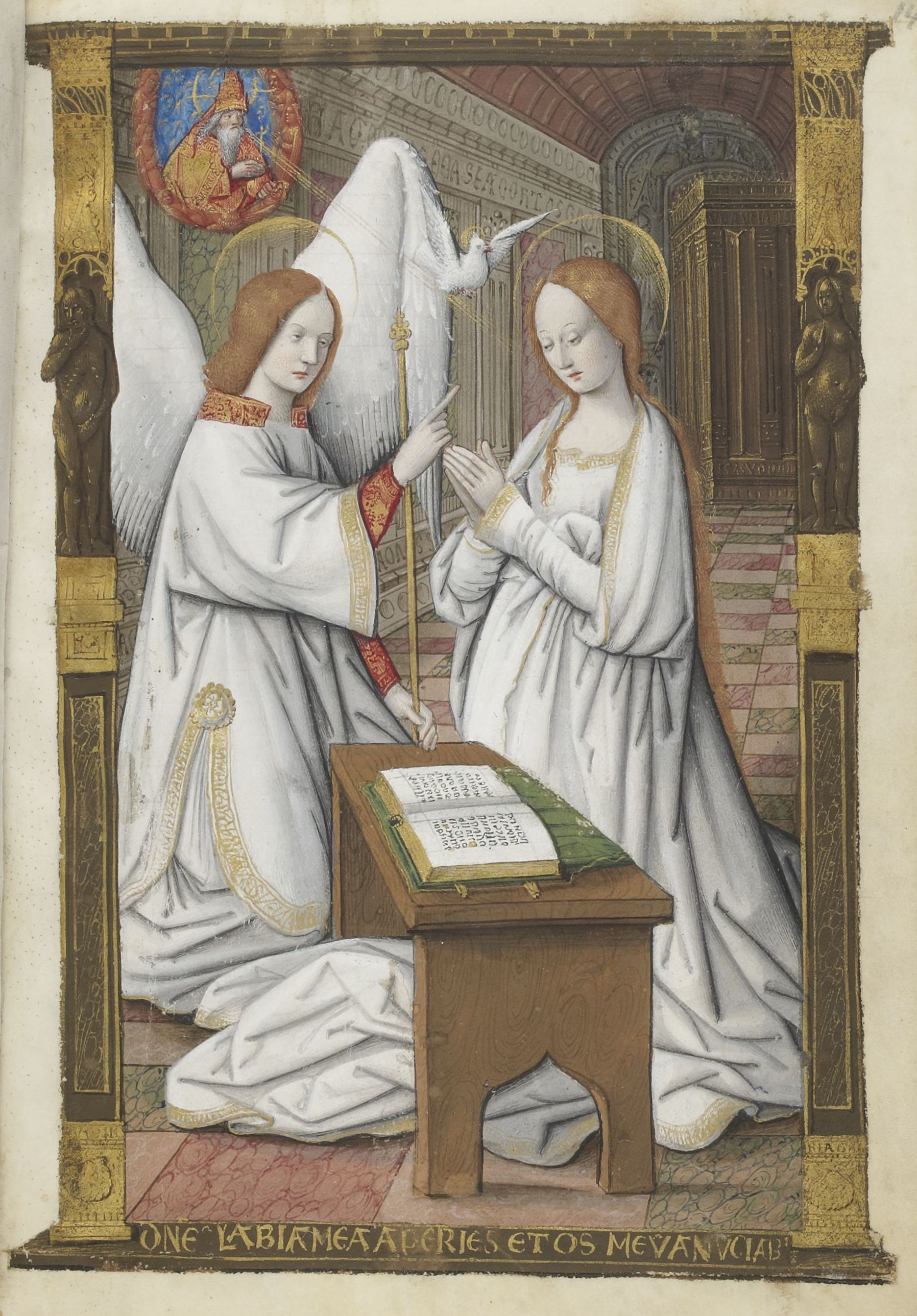
Annonciation
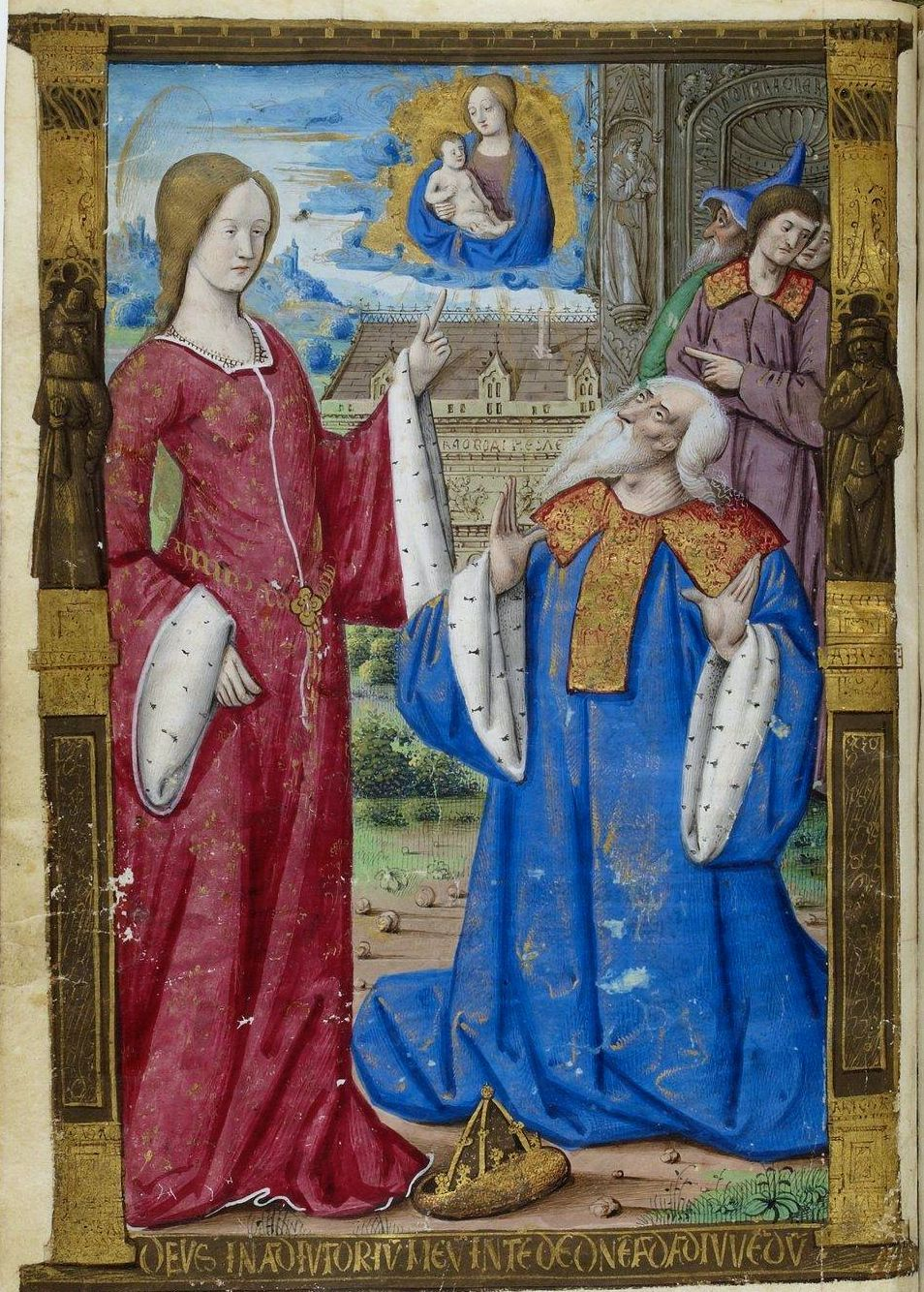
Sibylle
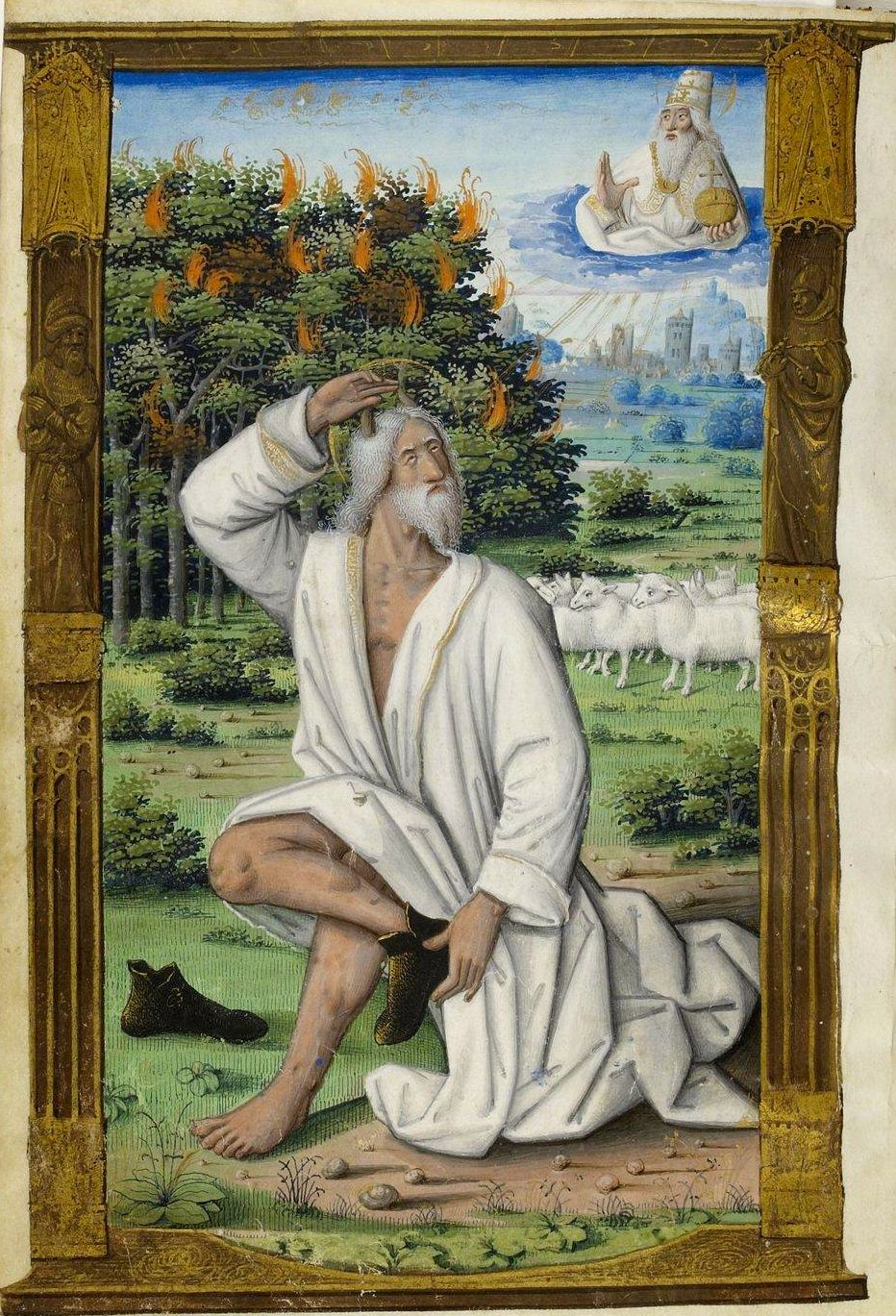
Moïse et le buisson ardent.
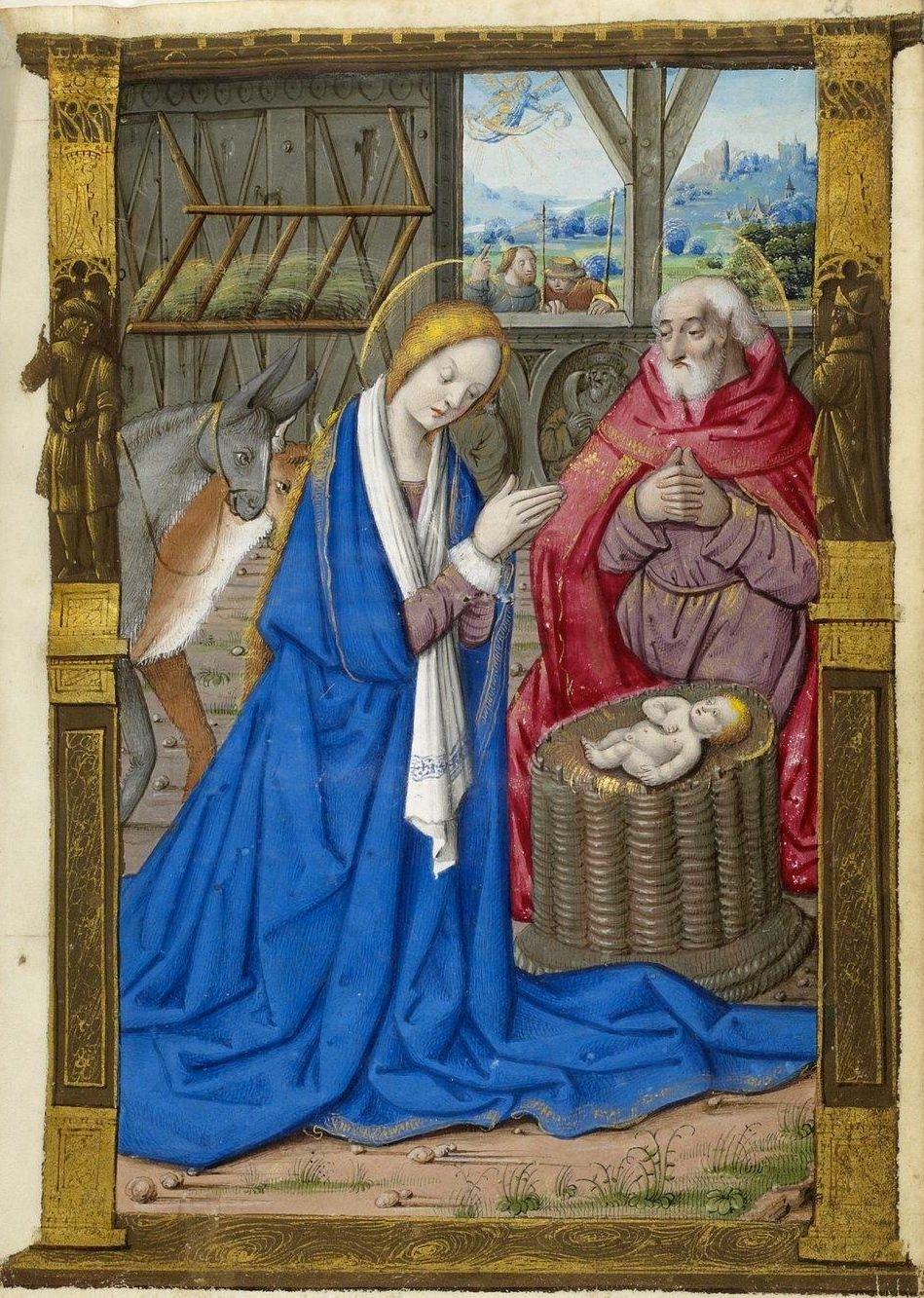
Nativité
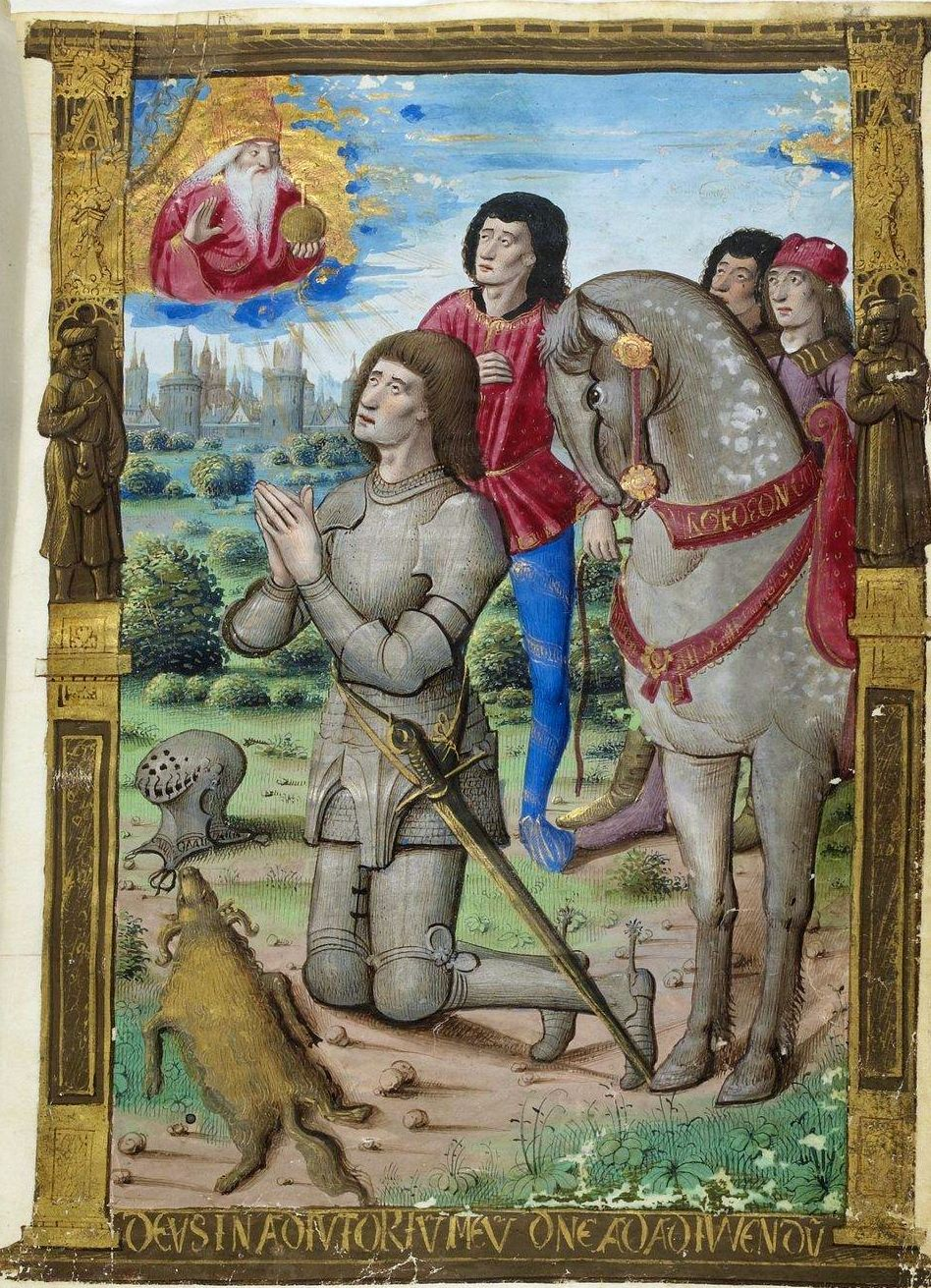
Gédéon
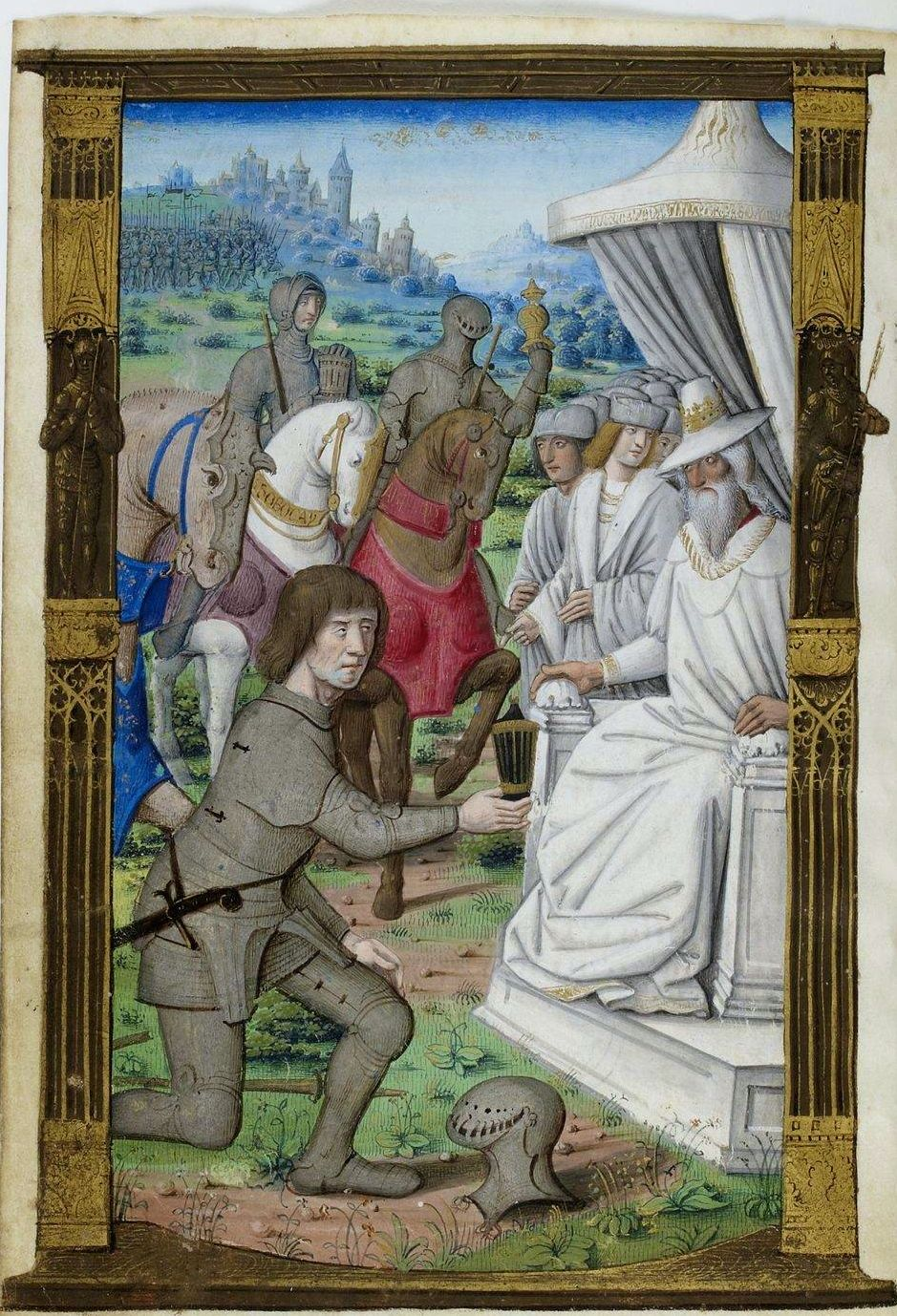
Banaias
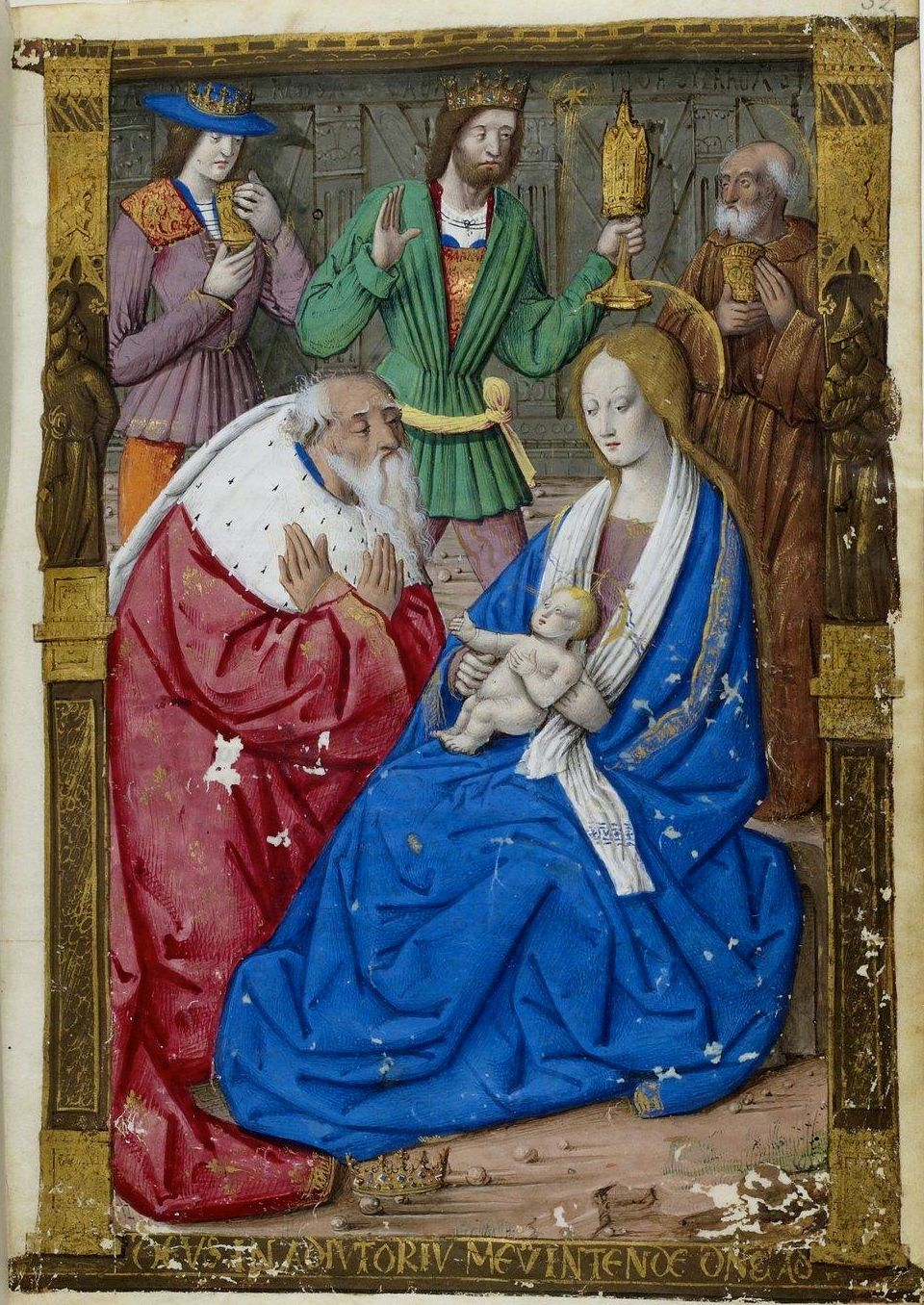
Rois mages
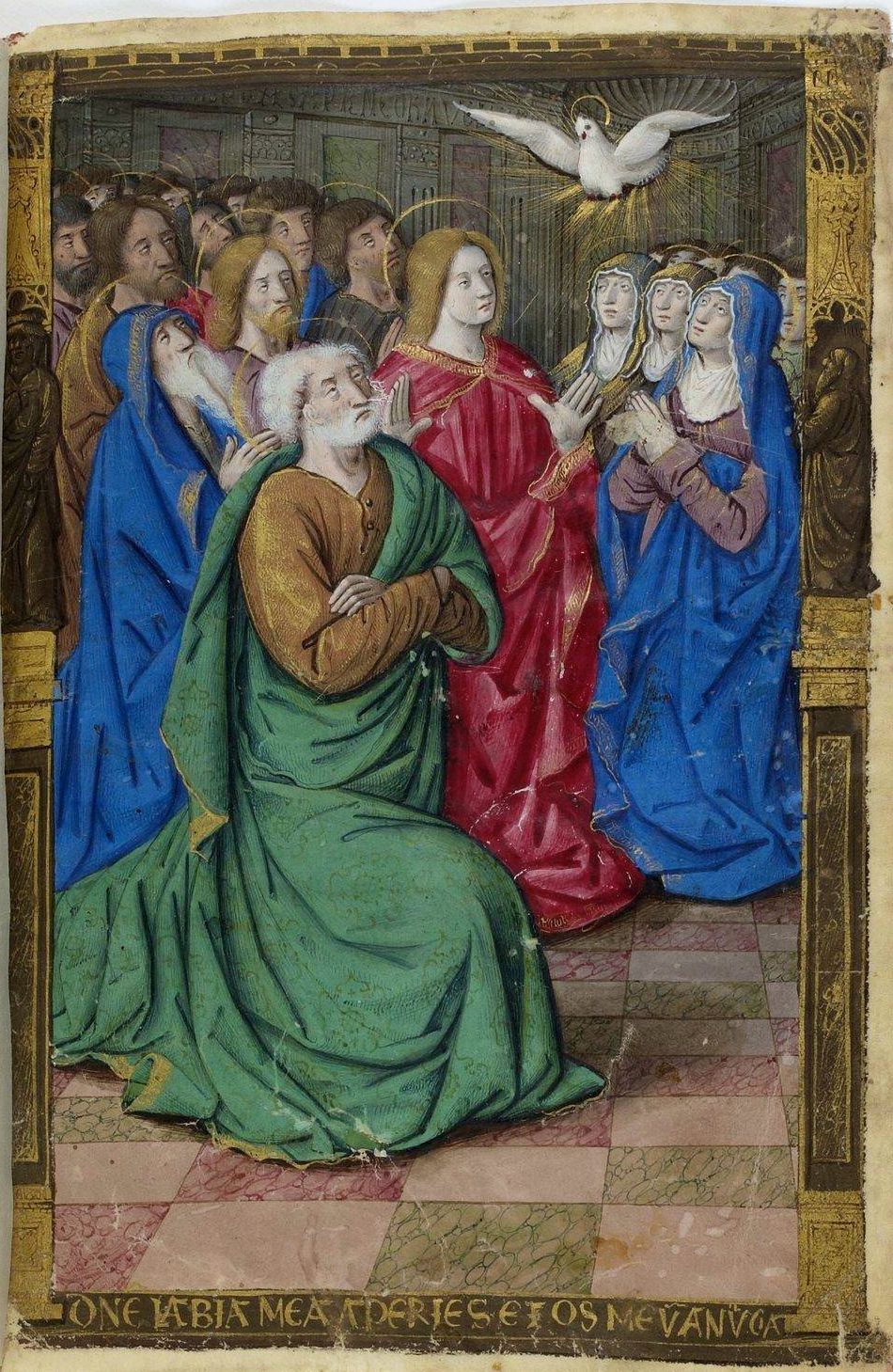
Descente du Saint Esprit
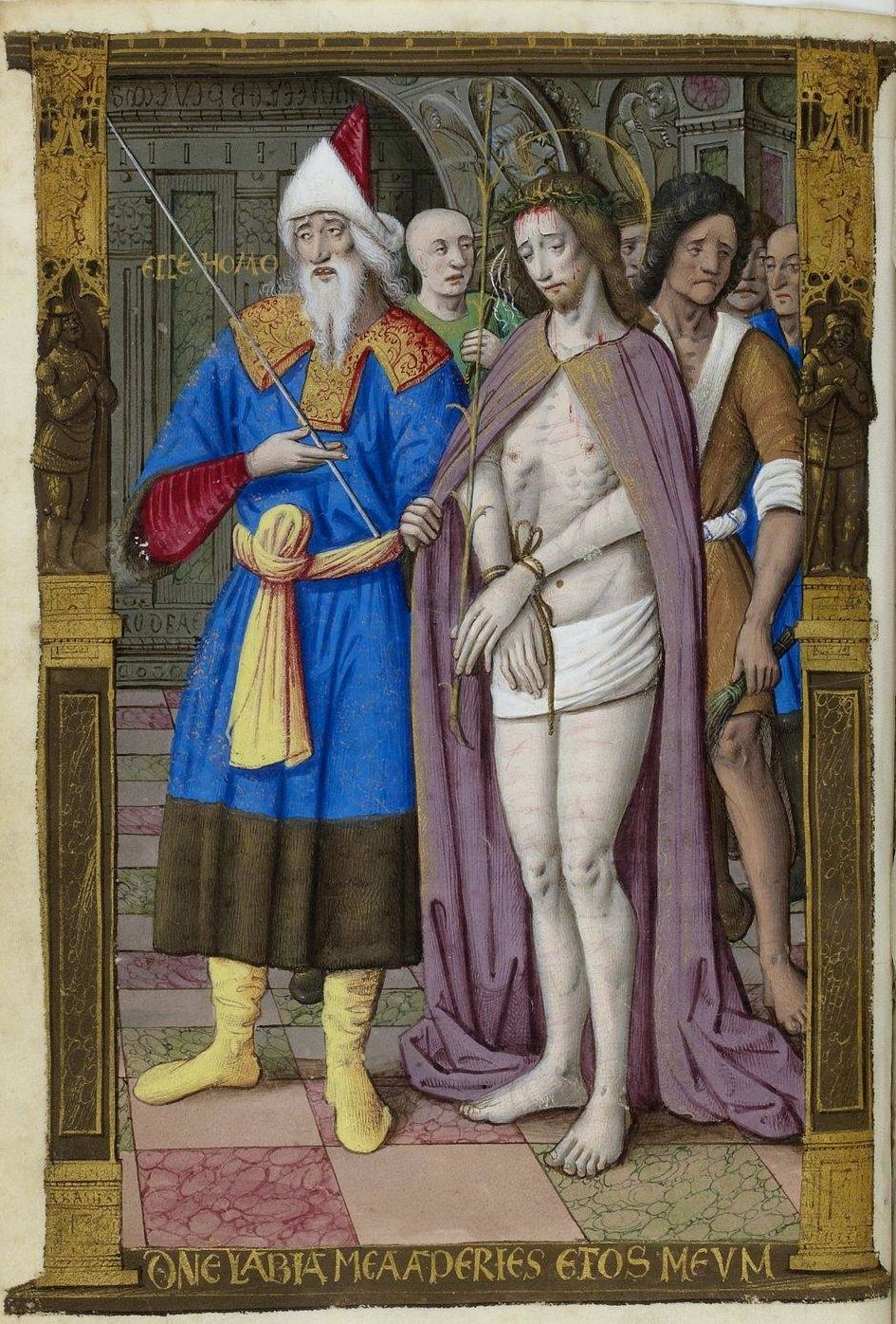
Ecce Homo

## Autres petits livres
Il existe, en plus de ces Petites Heures et des Grandes Heures, des Très Petites Heures d'Anne de Bretagne. Deux petits livres de prière existent, l'un à la Pierpont Morgan Library (126 × 80 mm), illustré par  Jean Poyer et daté d'environ 1492–95, et le très petit à la Bibliothèque nationale de Frances sous la cote NAL 3120. Ce dernier livre, daté d'environ vers 1498, est de format extrêmement petit (65 × 40 mm), et est composé de 163 folios. Le miniaturiste anonyme est appelé « Maître d'Anne de Bretagne ». Le livre est en possession de la reine jusqu'à sa mort en 1514 ; il réapparaît en possession du baron Émile Vitta, puis du compte Guy de Bousrouvray qui en fait don à l'État français en 1961.